# Boeing E-767
Die Boeing E-767 ist ein Flugzeug zur Luftraumüberwachung (Airborne Warning and Control System). Das Muster basiert auf der Boeing 767-200ER und besitzt das gleiche markante Luftraumüberwachungsradar wie die von der Boeing 707 abgeleitete Boeing E-3 Sentry. Bisher hat mit der japanischen Luftwaffe eine Streitkraft den Typ in Dienst gestellt.

## Beschreibung
Die Entwicklung der Boeing E-767 lässt sich bis in das Jahr 1976 zurückverfolgen, als der sowjetische Pilot Wiktor Iwanowitsch Belenko mit einer MiG-25P erfolgreich nach Hakodate desertierte. Während seiner Flucht in den japanischen Luftraum hatten die japanischen Streitkräfte Schwierigkeiten, die MiG-25 mit dem Bodenradar zu verfolgen, obwohl diese sich eigentlich recht gut mit dem Radar orten lässt. Aus dieser Erfahrung heraus entstand die Notwendigkeit, für die japanische Luftwaffe einen AWACS-Luftaufklärer anzuschaffen.
Der zunächst geeignetste Kandidat war die in der Entwicklung befindliche E-3 Sentry. Allerdings zweifelte man in Japan daran, dass das Muster in absehbarer Zeit zur Verfügung stehen würde, weshalb man sich für die E-2C Hawkeye von Grumman entschied. Diese Maschinen traten im Januar 1987 ihren Dienst bei der japanischen Luftwaffe an. Dabei stellte sich dann heraus, dass die Hawkeyes die japanische Luftraumüberwachung zwar deutlich verbesserten, allerdings waren ihre geringe Reichweite und Einsatzdauer ein Problem.
Aufgrund dieser Probleme setzte man sich 1991 erneut mit der E-3 auseinander. Japan stellte zunächst eine Anfrage zur Sentry, allerdings stellte Boeing im selben Jahr die Produktion der 707 ein, auf der die E-3 basiert. Daher präsentierte Boeing im folgenden Jahr ein Alternativkonzept für einen AWACS-Luftaufklärer auf Basis der 767, wobei der Platz im Innenraum der E-767 50 % größer ist als der der E-3 Sentry. Die äußerlich markanteste Änderung der E-767 gegenüber dem Ausgangsmuster ist das Radom auf der Rumpfoberseite. Dieses beherbergt das Überwachungsradar vom Typ Northrop Grumman AN/APY-2, das im Bereich von 2 bis 4 GHz arbeitet. Japan akzeptierte den Vorschlag und bestellte in den Jahren 1993 und 1994 jeweils zwei Maschinen. Die erste E-767 absolvierte am 4. Oktober 1994 ihren Erstflug. Am 9. August 1996 folgte dann der erste Testflug mit der kompletten Radarausrüstung. Am 11. März 1998 wurden schließlich die ersten beiden Maschinen ausgeliefert, die letzten beiden folgten am 5. Januar 1999. Alle vier E-767 Maschinen wurde am 10. Mai 2000 beim 610st AEWG-Geschwader in Dienst gestellt und sind seitdem auf der Hamamatsu Air Base stationiert.
Im Mai 2006 schrieb die japanische Luftwaffe einen Auftrag aus, um die Avionik der E-767 zu modernisieren, am 6. April 2011 wurde dieser Vertrag zwischen Japan und Boeing mit einem Gesamtvolumen von 35,7 Millionen US-Dollar geschlossen. Im Rahmen der Modernisierung haben die Maschinen neue Computer zur Verarbeitung der vom Radar gelieferten Daten und neue Bedieneinheiten für das AN/APY-2 bekommen. Außerdem wurden die Kontrollstationen mit neuer Software verbessert. Eine weitere Modernisierung umfasste die Missionscomputer der E-767 und zusätzliche Bodensysteme zur Einsatzplanung und Schulung an entsprechenden Luftwaffenstützpunkten der japanische Luftwaffe mit dem Ziel einer verbesserter Einsatzführung und Kontrolle des Einsatzgebiets, einem Austausch von Informationen zwischen den Teilstreitkräften in Echtzeit und einer kürzeren Zeit für die Zielidentifizierung. Die Modernisierung im Wert von 870 Millionen US-Dollar startete 2019, und die erste, erneuerte E-767 konnte im Februar 2023 zurück an die Luftwaffe gegeben werden.

## Militärische Nutzer
Japanische Luftwaffe (Japan Air Self-Defense Force, JASDF): 4

## Technische Daten

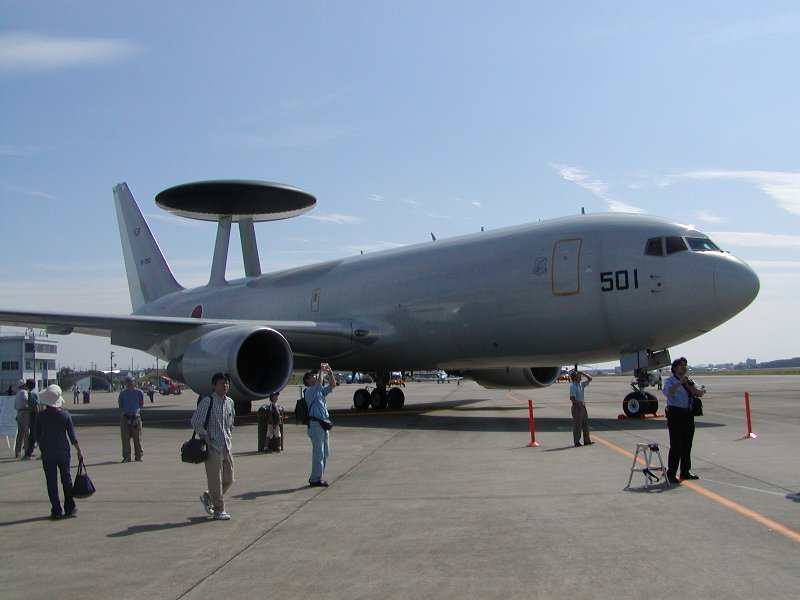
Öffentliche Ausstellung einer E-767

| Kenngröße             | Daten                                                                  |
| --------------------- | ---------------------------------------------------------------------- |
| Besatzung             | 21                                                                     |
| Länge                 | 48,50 m                                                                |
| Spannweite            | 47,60 m                                                                |
| Höhe                  | 15,80 m                                                                |
| Leermasse             | 85.595 kg                                                              |
| normale Startmasse    | 128.870 kg                                                             |
| max. Startmasse       | 175.000 kg                                                             |
| Triebwerke            | 2× Mantelstromtriebwerke General Electric CF6-80C2 mit je 282 kN Schub |
| Höchstgeschwindigkeit | 915 km/h                                                               |
| Marschgeschwindigkeit | 851 km/h                                                               |
| Dienstgipfelhöhe      | 12.200 m                                                               |
| Reichweite            | 10.370 km                                                              |
| Einsatzdauer          | > 9 h                                                                  |